# Torquigener whitleyi
Torquigener whitleyi är en fiskart som först beskrevs av Paradice 1927.  Torquigener whitleyi ingår i släktet Torquigener och familjen blåsfiskar. Inga underarter finns listade i Catalogue of Life.